# Брецци, Гульельмо
Гульельмо Брецци (итал. Guglielmo Brezzi; 24 декабря 1898, Кастельчериоло, Пьемонт — 7 апреля 1926, Кастельчериоло, Пьемонт) — итальянский футболист, игравший на позиции полузащитника и нападающего.
Известен игрой за клубы «Дженоа» и «Алессандрия», а также национальную сборную Италии.

## Клубная карьера
Родился 24 декабря 1898 года в городе Алессандрия. Воспитанник футбольной школы клуба «Дженоа».
В сезоне 1912/13 годов выступал в третьем итальянском дивизионе за «Трионфо Лигуре».
В первом послевоенном сезоне 1919/20 годов выступал в элитном дивизионе за клуб «Дженоа», где был одним из главных бомбардиров команды, имея среднюю результативность на уровне 0,74 гола за игру первенства.
В 1920 году перешёл в клуб «Алессандрия», за который отыграл 3 сезона, образовав атакующую связку с Карло Каркано и своим двоюродным братом Адольфо Балончери. В новом клубе Брецци был среди лучших голеодоров, отмечаясь забитым голом в каждой второй игре чемпионата.

## Выступления за сборную
18 января 1920 года дебютировал в официальных играх в составе национальной сборной Италии в товарищеском матче против сборной Франции, в котором забил три гола, один в первой половине, а два других — во второй.
В составе сборной был участником футбольного турнира на Олимпийских играх 1920 года в Антверпене, где сыграл в трёх матчах и забил два гола.
В течение карьеры в национальной команде, длившейся 4 года, провёл в форме главной команды страны 8 матчей, забив 5 голов.
Умер 7 апреля 1926 на 28-м году жизни.